# 中王國時期
中王國時期是古埃及歷史上的一個時期，包括第十一、第十二、第十三與第十四王朝，通常劃定在前2133－1786年，但嚴格地說，應該從第十一王朝的孟圖霍特普二世時代（約前2060－2010年）開始。孟圖霍特普二世在他統治的第三十九年（約前2022年），把他的荷魯斯式改為「斯瑪托威」，意為「兩地的統一者」。
这是一个技術發展的時代，莎草紙記錄下了許多前沿科技，政治统一、经济繁荣和艺术文化复兴为标志的时期，从第十一王朝的蒙图霍特普二世成功统一上、下埃及开始，到第十三王朝末期中央权力衰弱、地区王权崛起为止。标志性的特征包括建立起政府的官僚體制、地方分权的行省系統，埃及逐漸成為一個整體，以及艺术、建筑和文学的显著发展。中王国时期的结束标志是地方势力加强和埃及第二中间时期的到来。

## 文學
1. ↑  . www.zw1840.com.   [2024-10-27]. （原始内容存档于2025-01-19）.
2. ↑  Mark, Joshua J. . 世界历史百科全书.   [2024-10-27]. （原始内容存档于2025-01-23） （中文）.